# Arthur i la venjança d'en Maltazard
Arthur i la venjança d'en Maltazard (títol original en francès Arthur et la Vengeance de Maltazard) és una pel·lícula francesa escrita, dirigida i produïda per Luc Besson, estrenada el 26 de novembre del 2009 a Alemanya i al 19 de febrer del 2010 a Catalunya. És protagonitzada per Freddie Highmore i Mia Farrow. És la segona part de la pel·lícula Arthur i els Minimoys, estrenada l'any 2006.
Aquesta pel·lícula fou estrenada en català amb 21 còpies a Catalunya, 1 a Andorra i una altra a Mallorca.

## Argument
Durant els anys 1960, un noi de 13 anys anomenat Arthur se'n va de vacances amb els seus avis. Es fa amic amb una tribu coneguda com a Bogo Matassalai i amb els Minimoys, que se'ls caracteritza amb unes llargues dents i amb semblances als elfs; tots aquests personatges fantàstics viuen al jardí. El Bogo Matassalai concedeix una distinció a Arthur sent un més amb la natura, després que el noi superés una sèrie de proves, com abraçar un arbre durant hores, dormir amb un animal salvatge o menjar herba.
Els Bogo Matassalai són capaços de transformar una persona a un Minimoy. Això només és possible durant la mitjanit de lluna plena. Arthur està a punt de sofrir aquest procés per poder visitar els Minimoys (que se l'estan esperant i, per l'ocasió, han preparat una festa per ell), i especialment Selenia. Una aranya dona a Arthur una fibra d'arròs amb el missatge "ajuda", que prové dels Minimoys.
El pare d'Arthur vol matar les abelles, ja que Arthur és al·lèrgic a les picades d'aquests insectes. Però finalment el seu pare Archibald no ho fa, ja que té cura del medi ambient. Després d'això, el pare de l'Arthur vol tornar a casa abans d'hora, però quan estaven tornant cap a casa seva, l'Arthur es va escapar del cotxe (aprofitant una parada en una gasolinera) i torna a casa dels seus avis. Els Bogo Matassalai intenten transformar-lo utilitzant un telescopi, però aquest mètode fracassa a causa de núvols que cobreixen el cel. Per això l'Arthur demana un mètode alternatiu als Bogo Matassalai. Tot i que és més perillós, l'accepten. Finalment, el procés acaba bé.
Resulta que en Maltazard envia un missatge per enganyar l'Arthur, de manera que en Maltazard pot utilitzar el procés una altra vegada, la qual cosa està disponible el proper migdia. Així en Maltazard aconsegueix la mida dels humans. Com que els animals li tenen por, ells fan tot el que diu.
L'Arthur es converteix en mida petita al regne dels Minimoys, perquè el telescopi ha estat destruït pel canvi d'en Maltazard. Això pot significar que ell només pugui retornar a la mida normal fins passats els deu mesos.
La pel·lícula acaba sobtadament per poder-la continuar en la pel·lícula següent: Arthur and the War of the Two Worlds.

## Repartiment
| Actor/actriu original | Personatge fictici |
| --------------------- | ------------------ |
| Freddie Highmore      | Arthur             |
| Mia Farrow            | Daisy              |
| Selena Marie Gomez    | Selenia            |
| Robert Stanton        | Armand             |
| Penny Balfour         | Rose               |
| Jean Bejote Njamba    | Matassalai         |
| Ron Crawford          | Archibald          |
| Jimmy Fallon          | Betameche          |
| Logan Miller          | Jake               |